# Sterling (Illinois)
Pour les articles homonymes, voir Sterling.
Sterling est une ville du comté de Whiteside, dans l'Illinois, aux États-Unis. Fondée en 1857,  elle est incorporée le 2 juin 1884. Elle est située en bordure de la rivière Rock qui la sépare de Rock Falls.

## Démographie
Lors du recensement de 2010, la ville comptait une population de 15 370 habitants. Elle est estimée, en 2016, à 14 908 habitants.

## Culture et patrimoine
- Première église congrégationaliste de Sterling

## Personnalités liées à la ville
- Terry Brooks, écrivain.
- Keith L. Brown (en), avocat et diplomate.
- Clarence Clinton Coe (en), politicien.
- Steve Eddy (en), joueur de baseball.
- Virgil Ferguson (en), politicien.
- Paul J. Flory, chimiste et prix Nobel de chimie (1974).
- Michael Foltynewicz, joueur de baseball.
- Dan Kolb (en), joueur de baseball.
- Tim Lawson (en), écrivain.
- Joel Ryce-Menuhin (en), pianiste.
- Harry B. Mulliken (en), architecte.
- Michael Bryan Murphy, musicien (groupe : REO Speedwagon).
- Jacqueline Grennan Wexler (en), religieuse.
- Jesse Lynch Williams (en), écrivain.